# Liste der Baudenkmäler im Wuppertaler Wohnquartier Oberbarmen-Schwarzbach
Die Liste der Baudenkmäler im Wuppertaler Wohnquartier Oberbarmen-Schwarzbach enthält die denkmalgeschützten Bauwerke auf dem Gebiet von Wuppertal-Oberbarmen-Schwarzbach in Nordrhein-Westfalen (Stand: November 2011). Diese Baudenkmäler sind in der Denkmalliste der Stadt Wuppertal eingetragen; Grundlage für die Aufnahme ist das Denkmalschutzgesetz Nordrhein-Westfalen (DSchG NRW).

## Auszug aus der Denkmalliste

### Eingetragene Baudenkmäler
| Bild                    | Bezeichnung                                                                              | Lage                                                      | Beschreibung | Bauzeit                                         | Eingetragen seit   | Denkmal- nummer |
| ----------------------- | ---------------------------------------------------------------------------------------- | --------------------------------------------------------- | --- | ----------------------------------------------- | ------------------ | --------------- |
| weitere Bilder          | Schwebebahn-Station (Schwebebahn-Station Oberbarmen)                                     | Oberbarmen-Schwarzbach Berliner Platz                     | Teil des Denkmals Gesamtanlage Schwebebahn mit der D-Nummer 4035                                                                                          |                                                 | 26. Mai 1997       | 4035            |
| weitere Bilder          | Schwebebahn-Wendeanlage (Schwebebahn-Wagenhalle)                                         | Oberbarmen-Schwarzbach Berliner Platz                     | Teil des Denkmals Gesamtanlage Schwebebahn mit der D-Nummer 4035                                                                                          |                                                 | 26. Mai 1997       | 4035            |
| weitere Bilder          | Berliner Platz - Berlin-Erinnerungsstein Berliner Bär                                    | Oberbarmen-Schwarzbach Berliner Platz                     | Das Kleindenkmal ist untrennbar mit seinem Aufstellungsort verbunden                                                                                      | 1971                                            | 14. Dezember 2015  | 4241            |
| weitere Bilder          | Fabrikgebäude (Erbslöh-Gelände – Wupperhöfe)                                             | Oberbarmen-Schwarzbach Berliner Straße 39 a               | |                                                 | 24. Juli 1995      | 3708            |
| weitere Bilder          | Schleusenbauwerk am Einlass des ehem. Mühlengrabens                                      | Oberbarmen-Schwarzbach zwischen Berliner Straße 56 und 62 | |                                                 | 22. Mai 2012       | 3996            |
| Wohn- und Geschäftshaus | Wohn- und Geschäftshaus                                                                  | Oberbarmen-Schwarzbach Berliner Straße 173                | eine bauliche Einheit und eine D-Nummer mit Langobardenstraße 2                                                                                           | 1897                                            | 20. Juni 1991      | 1899            |
| weitere Bilder          | Wohn- und Geschäftshaus                                                                  | Oberbarmen-Schwarzbach Berliner Straße 175                | |                                                 | 28. September 1987 | 1131            |
| Wohn- und Geschäftshaus | Wohn- und Geschäftshaus                                                                  | Oberbarmen-Schwarzbach Berliner Straße 177                | |                                                 | 14. Mai 1986       | 763             |
| weitere Bilder          | Kirche (Alte Wupperfelder Kirche)                                                        | Oberbarmen-Schwarzbach Bredde 69                          | | 1779-1785                                       | 13. April 1989     | 1559            |
| weitere Bilder          | Schulgebäude (ehem. Carl-Duisberg-Gymnasium, heute Berufskolleg Barmen)                  | Oberbarmen-Schwarzbach Diesterwegstraße 3                 | | 1872/73 Erweiterungsbau 1906/07                 | 17. Dezember 1992  | 2626            |
| weitere Bilder          | Brücke (Rheinische Bahnstrecke)                                                          | Oberbarmen-Schwarzbach Gildenstraße                       | Bestandteil der Rheinischen Bahnstrecke (hier als Verbindungsstrecke zur Bergisch-Märkischen Bahnstrecke), klassifiziert als Denkmal (ohne Denkmalnummer) |                                                 |                    | 0               |
| weitere Bilder          | Brücke (Rheinische Bahnstrecke)                                                          | Oberbarmen-Schwarzbach Hügelstraße                        | Bestandteil der Rheinischen Bahnstrecke (hier als Verbindungsstrecke zur Bergisch-Märkischen Bahnstrecke), klassifiziert als Denkmal (ohne Denkmalnummer) |                                                 |                    | 0               |
| weitere Bilder          | Wohnhaus                                                                                 | Oberbarmen-Schwarzbach Hügelstraße 85                     | |                                                 | 23. November 2020  | 4256            |
| weitere Bilder          | Villa                                                                                    | Oberbarmen-Schwarzbach Kleiner Werth 17                   | | 1861                                            | 6. Dezember 1990   | 1846            |
| weitere Bilder          | Wohnhaus                                                                                 | Oberbarmen-Schwarzbach Kleiner Werth 19                   | | 1880er Jahre                                    | 13. Mai 1993       | 2941            |
| weitere Bilder          | Fabrikgebäude                                                                            | Oberbarmen-Schwarzbach Kleiner Werth 34                   | | 1911/12                                         | 6. Dezember 1990   | 1848            |
| weitere Bilder          | Wohn- und Geschäftshaus                                                                  | Oberbarmen-Schwarzbach Krühbusch 2                        | | 1898/99                                         | 16. Januar 1992    | 1996            |
| weitere Bilder          | Brücke (Rheinische Bahnstrecke)                                                          | Oberbarmen-Schwarzbach Langobardenstraße                  | Bestandteil der Rheinischen Bahnstrecke (hier als Verbindungsstrecke zur Bergisch-Märkischen Bahnstrecke), klassifiziert als Denkmal (ohne Denkmalnummer) |                                                 |                    | 0               |
| weitere Bilder          | Wohn- und Geschäftshaus                                                                  | Oberbarmen-Schwarzbach Langobardenstraße 2 Karte          | eine bauliche Einheit und eine D-Nummer mit Berliner Straße 173                                                                                           | 1897                                            | 20. Juni 1991      | 1899            |
| weitere Bilder          | Wohn- und Geschäftshaus                                                                  | Oberbarmen-Schwarzbach Langobardenstraße 4 Karte          | | um 1900                                         | 8. November 1990   | 1835            |
| weitere Bilder          | Wohnhaus                                                                                 | Oberbarmen-Schwarzbach Langobardenstraße 5 Karte          | | 1900                                            | 12. August 1992    | 2371            |
| weitere Bilder          | Wohnhaus                                                                                 | Oberbarmen-Schwarzbach Langobardenstraße 6 Karte          | | 1902/03                                         | 29. November 1994  | 3619            |
| weitere Bilder          | Wohn- und Geschäftshaus                                                                  | Oberbarmen-Schwarzbach Langobardenstraße 7 Karte          | | 1900                                            | 23. Januar 1990    | 1693            |
| Wohnhaus                | Wohnhaus                                                                                 | Oberbarmen-Schwarzbach Langobardenstraße 8 Karte          | | 1902                                            | 30. Dezember 1994  | 3632            |
| Wohnhaus                | Wohnhaus                                                                                 | Oberbarmen-Schwarzbach Langobardenstraße 9 Karte          | | 1903                                            | 22. September 1994 | 3533            |
| weitere Bilder          | Wohn- und Geschäftshaus                                                                  | Oberbarmen-Schwarzbach Langobardenstraße 10 Karte         | | 1902                                            | 18. Oktober 1994   | 3548            |
| Wohn- und Geschäftshaus | Wohn- und Geschäftshaus                                                                  | Oberbarmen-Schwarzbach Langobardenstraße 11 Karte         | | um 1905                                         | 12. November 1992  | 2531            |
| Wohnhaus                | Wohnhaus                                                                                 | Oberbarmen-Schwarzbach Langobardenstraße 12 Karte         | | 1903                                            | 28. November 1994  | 3603            |
| weitere Bilder          | Wohnhaus                                                                                 | Oberbarmen-Schwarzbach Langobardenstraße 13 Karte         | |                                                 | 29. November 1994  | 3610            |
| weitere Bilder          | Wohnhaus                                                                                 | Oberbarmen-Schwarzbach Langobardenstraße 14 Karte         | | 1902                                            | 22. September 1994 | 3534            |
| weitere Bilder          | Wohnhaus                                                                                 | Oberbarmen-Schwarzbach Langobardenstraße 16 Karte         | | 1899                                            | 28. November 1994  | 3604            |
| weitere Bilder          | Wohn- und Geschäftshaus                                                                  | Oberbarmen-Schwarzbach Langobardenstraße 18 Karte         | |                                                 | 18. September 1986 | 871             |
| weitere Bilder          | Wohnhaus                                                                                 | Oberbarmen-Schwarzbach Langobardenstraße 19 Karte         | | 1903/04                                         | 29. April 1992     | 2194            |
| weitere Bilder          | Wohnhaus                                                                                 | Oberbarmen-Schwarzbach Langobardenstraße 20 Karte         | | 1898                                            | 25. Januar 1995    | 3652            |
| weitere Bilder          | Wohnhaus                                                                                 | Oberbarmen-Schwarzbach Langobardenstraße 21               | eine D-Nummer mit Normannenstraße 79 |                                                 | 10. Januar 1994    | 3251            |
| weitere Bilder          | Wohnhaus                                                                                 | Oberbarmen-Schwarzbach Langobardenstraße 22               | | 1900                                            | 28. November 1994  | 3608            |
| Wohnhaus                | Wohnhaus                                                                                 | Oberbarmen-Schwarzbach Langobardenstraße 23               | | 1896/97                                         | 18. Oktober 1994   | 3558            |
| Wohnhaus                | Wohnhaus                                                                                 | Oberbarmen-Schwarzbach Langobardenstraße 24               | | 1900                                            | 1. Dezember 1994   | 3623            |
| weitere Bilder          | Wohnhaus                                                                                 | Oberbarmen-Schwarzbach Langobardenstraße 25               | |                                                 | 25. Februar 1988   | 1304            |
| weitere Bilder          | Wohnhaus                                                                                 | Oberbarmen-Schwarzbach Langobardenstraße 30               | | um 1896                                         | 1. Dezember 1994   | 3622            |
| weitere Bilder          | Wohnhaus                                                                                 | Oberbarmen-Schwarzbach Langobardenstraße 32               | | 1898                                            | 29. März 2001      | 4165            |
| weitere Bilder          | Wohnhaus                                                                                 | Oberbarmen-Schwarzbach Langobardenstraße 34               | |                                                 | 15. Januar 1986    | 689             |
| Wohnhaus                | Wohnhaus                                                                                 | Oberbarmen-Schwarzbach Langobardenstraße 36               | | 1899                                            | 13. Februar 1995   | 3664            |
| weitere Bilder          | Wohnhaus                                                                                 | Oberbarmen-Schwarzbach Normannenstraße 9                  | | 1880er Jahre                                    | 15. Juli 1997      | 4062            |
| weitere Bilder          | Pastorat (ehemaliges Pastorat der evangelischen Gemeinde Barmen)                         | Oberbarmen-Schwarzbach Normannenstraße 22                 | eine bauliche Einheit und eine D-Nummer mit Von-Eynern-Straße 4                                                                                           | 1864/65                                         | 28. Juni 1996      | 3952            |
| Wohnhaus                | Wohnhaus                                                                                 | Oberbarmen-Schwarzbach Normannenstraße 23                 | | 1870er Jahre                                    | 28. Juni 1996      | 3953            |
| Gemeindehaus            | Gemeindehaus                                                                             | Oberbarmen-Schwarzbach Normannenstraße 24                 | | 1898                                            | 25. Juni 1996      | 3943            |
| weitere Bilder          | Wohnhaus                                                                                 | Oberbarmen-Schwarzbach Normannenstraße 25                 | | 1870er Jahre                                    | 28. Juni 1996      | 3954            |
| Wohnhaus                | Wohnhaus                                                                                 | Oberbarmen-Schwarzbach Normannenstraße 26                 | | 1860er Jahre                                    | 28. Juni 1995      | 3699            |
| weitere Bilder          | Wohnhaus                                                                                 | Oberbarmen-Schwarzbach Normannenstraße 27                 | | um 1890                                         | 8. Juli 1996       | 3964            |
| Wohnhaus                | Wohnhaus                                                                                 | Oberbarmen-Schwarzbach Normannenstraße 28                 | | späte 1880er Jahre                              | 30. Mai 1996       | 3915            |
| weitere Bilder          | Wohnhaus                                                                                 | Oberbarmen-Schwarzbach Normannenstraße 29                 | | um 1890                                         | 25. Juni 1996      | 3944            |
| weitere Bilder          | Wohnhaus                                                                                 | Oberbarmen-Schwarzbach Normannenstraße 30                 | | 1880er Jahre                                    | 30. Mai 1996       | 3916            |
| weitere Bilder          | Wohnhaus                                                                                 | Oberbarmen-Schwarzbach Normannenstraße 31                 | eine D-Nummer mit Normannenstraße 33 | um 1900                                         | 8. April 1987      | 1026            |
| weitere Bilder          | Wohnhaus                                                                                 | Oberbarmen-Schwarzbach Normannenstraße 32                 | |                                                 | 11. August 1988    | 1429            |
| weitere Bilder          | Wohnhaus                                                                                 | Oberbarmen-Schwarzbach Normannenstraße 33                 | eine D-Nummer mit Normannenstraße 31 | um 1900                                         | 8. April 1987      | 1026            |
| weitere Bilder          | Wohnhaus                                                                                 | Oberbarmen-Schwarzbach Normannenstraße 34                 | | 1899                                            | 18. November 1991  | 1934            |
| weitere Bilder          | Wohnhaus                                                                                 | Oberbarmen-Schwarzbach Normannenstraße 35                 | eine D-Nummer mit Normannenstraße 37 | um 1900                                         | 13. November 1987  | 1194            |
| weitere Bilder          | Wohnhaus                                                                                 | Oberbarmen-Schwarzbach Normannenstraße 36                 | | Ende des 19. Jhdts.                             | 7. Januar 1988     | 1258            |
| weitere Bilder          | Wohnhaus                                                                                 | Oberbarmen-Schwarzbach Normannenstraße 37                 | eine D-Nummer mit Normannenstraße 35 | um 1900                                         | 13. November 1987  | 1194            |
| weitere Bilder          | Wohnhaus                                                                                 | Oberbarmen-Schwarzbach Normannenstraße 38                 | eine D-Nummer mit Normannenstraße 40 |                                                 | 28. Januar 1991    | 1861            |
| weitere Bilder          | Wohnhaus                                                                                 | Oberbarmen-Schwarzbach Normannenstraße 40                 | eine D-Nummer mit Normannenstraße 38 |                                                 | 28. Januar 1991    | 1861            |
| weitere Bilder          | Wohn- und Geschäftshaus                                                                  | Oberbarmen-Schwarzbach Normannenstraße 44 a               | |                                                 | 2. August 1993     | 3035            |
| Wohnhaus                | Wohnhaus                                                                                 | Oberbarmen-Schwarzbach Normannenstraße 45                 | |                                                 | 11. November 1993  | 3184            |
| weitere Bilder          | Wohn- und Geschäftshaus                                                                  | Oberbarmen-Schwarzbach Normannenstraße 46                 | |                                                 | 5. August 1988     | 1427            |
| weitere Bilder          | Vereinshaus des Vereins für soziale und caritative Bestrebungen (Vereinshaus)            | Oberbarmen-Schwarzbach Normannenstraße 47                 | | 1929                                            | 7. März 1994       | 3313            |
| weitere Bilder          | Wohnhaus                                                                                 | Oberbarmen-Schwarzbach Normannenstraße 48                 | |                                                 | 14. August 1989    | 1635            |
| weitere Bilder          | Wohn- und Geschäftshaus                                                                  | Oberbarmen-Schwarzbach Normannenstraße 50                 | | um 1880                                         | 15. Juli 1994      | 3483            |
| weitere Bilder          | Wohnhaus                                                                                 | Oberbarmen-Schwarzbach Normannenstraße 50 a               | | um 1885                                         | 19. September 1988 | 1463            |
| weitere Bilder          | Wohnhaus                                                                                 | Oberbarmen-Schwarzbach Normannenstraße 51                 | | um 1870                                         | 15. Juli 1994      | 3478            |
| weitere Bilder          | Wohnhaus                                                                                 | Oberbarmen-Schwarzbach Normannenstraße 52                 | |                                                 | 2. August 1993     | 3034            |
| weitere Bilder          | Wohnhaus                                                                                 | Oberbarmen-Schwarzbach Normannenstraße 54                 | | um 1880                                         | 2. August 1993     | 3030            |
| weitere Bilder          | Schulgebäude                                                                             | Oberbarmen-Schwarzbach Normannenstraße 57                 | | zwischen 1882 und 1887                          | 27. Januar 1994    | 3270            |
| weitere Bilder          | Wohnhaus                                                                                 | Oberbarmen-Schwarzbach Normannenstraße 58                 | | 1875-1877                                       | 26. August 1993    | 3070            |
| weitere Bilder          | Kirche (Katholische Kirche St. Johann Baptist)                                           | Oberbarmen-Schwarzbach Normannenstraße 71                 | | 1888-1890                                       | 13. Mai 1993       | 2934            |
| weitere Bilder          | Pfarrhaus                                                                                | Oberbarmen-Schwarzbach Normannenstraße 73                 | eine D-Nummer mit Normannenstraße 75 | zwischen 1890 und 1894                          | 19. September 1988 | 1464            |
| weitere Bilder          | Pfarrhaus                                                                                | Oberbarmen-Schwarzbach Normannenstraße 75                 | eine D-Nummer mit Normannenstraße 73 | zwischen 1890 und 1894                          | 19. September 1988 | 1464            |
| weitere Bilder          | Wohnhaus                                                                                 | Oberbarmen-Schwarzbach Normannenstraße 76                 | |                                                 | 14. März 1988      | 1326            |
| weitere Bilder          | Wohnhaus                                                                                 | Oberbarmen-Schwarzbach Normannenstraße 77                 | | um 1900                                         | 12. November 1993  | 3189            |
| Wohnhaus                | Wohnhaus                                                                                 | Oberbarmen-Schwarzbach Normannenstraße 78                 | |                                                 | 24. September 1993 | 3130            |
| weitere Bilder          | Wohnhaus                                                                                 | Oberbarmen-Schwarzbach Normannenstraße 79                 | eine D-Nummer mit Langobardenstraße 21 | zwischen 1889 und 1897                          | 10. Januar 1994    | 3251            |
| weitere Bilder          | Wohnhaus                                                                                 | Oberbarmen-Schwarzbach Normannenstraße 80                 | | 1906                                            | 21. September 1993 | 3107            |
| weitere Bilder          | Wohnhaus                                                                                 | Oberbarmen-Schwarzbach Normannenstraße 84                 | | zwischen 1900 und 1905                          | 20. Januar 1992    | 2002            |
| weitere Bilder          | Wohnhaus                                                                                 | Oberbarmen-Schwarzbach Normannenstraße 86                 | | 1902/03                                         | 24. September 1993 | 3133            |
| weitere Bilder          | Wohnhaus                                                                                 | Oberbarmen-Schwarzbach Normannenstraße 88                 | | um 1903                                         | 21. September 1993 | 3108            |
| weitere Bilder          | Wohnhaus                                                                                 | Oberbarmen-Schwarzbach Normannenstraße 90                 | | 1914                                            | 17. Dezember 1993  | 3234            |
| weitere Bilder          | Wohn- und Geschäftshaus                                                                  | Oberbarmen-Schwarzbach Normannenstraße 92                 | | 1905                                            | 9. November 1993   | 3175            |
| weitere Bilder          | Fabrikgebäude (Die Färberei – Kommunikationszentrum)                                     | Oberbarmen-Schwarzbach Peter-Hansen-Platz 1               | früher Stennert 8 | 1923                                            | 26. Januar 1987    | 946             |
| weitere Bilder          | Brücke (Viadukt Schwarzbach. Rheinische Bahnstrecke)                                     | Oberbarmen-Schwarzbach Schwarzbach                        | Bestandteil der Rheinischen Bahnstrecke (hier als Verbindungsstrecke zur Bergisch-Märkischen Bahnstrecke), klassifiziert als Denkmal (ohne Denkmalnummer) |                                                 |                    | 0               |
| weitere Bilder          | Fabrikgebäude                                                                            | Oberbarmen-Schwarzbach Schwarzbach 105                    | | 1904                                            | 2. April 1993      | 2866            |
| weitere Bilder          | Friedhof (ehem. evangelisch-lutherischer Friedhof Wupperfeld Sternstraße/Askanierstraße) | Oberbarmen-Schwarzbach Sternstraße                        | Das Denkmal ist nicht zugänglich und dem Verfall preisgegeben                                                                                             | 1778                                            | 22. Juli 1987      | 1099            |
| weitere Bilder          | Wohnhaus mit Gaststätte                                                                  | Oberbarmen-Schwarzbach Sternstraße 52                     | eine bauliche Einheit und eine D-Nummer mit Wupperfelder Straße 10                                                                                        |                                                 | 15. Januar 1993    | 2667            |
| weitere Bilder          | Pastorat (Pastoratsgebäude)                                                              | Oberbarmen-Schwarzbach Sternstraße 53                     | |                                                 | 9. Mai 1994        | 3398            |
| Wohnhaus                | Wohnhaus                                                                                 | Oberbarmen-Schwarzbach Sternstraße 54                     | |                                                 | 7. Januar 1993     | 2653            |
| Wohnhaus                | Wohnhaus                                                                                 | Oberbarmen-Schwarzbach Sternstraße 56                     | |                                                 | 7. Dezember 1984   | 224             |
| weitere Bilder          | Wohn- und Geschäftshaus                                                                  | Oberbarmen-Schwarzbach Sternstraße 61                     | | 1898                                            | 19. April 1990     | 1744            |
| weitere Bilder          | Wohnhaus                                                                                 | Oberbarmen-Schwarzbach Sternstraße 62                     | |                                                 | 9. Mai 1994        | 3394            |
| Wohnhaus                | Wohnhaus                                                                                 | Oberbarmen-Schwarzbach Sternstraße 63                     | | 1875                                            | 22. März 1990      | 1722            |
| weitere Bilder          | Villa                                                                                    | Oberbarmen-Schwarzbach Sternstraße 68                     | | um 1900                                         | 19. Mai 1987       | 1050            |
| weitere Bilder          | Wohnhaus                                                                                 | Oberbarmen-Schwarzbach Sternstraße 69                     | |                                                 | 9. Mai 1994        | 3395            |
| weitere Bilder          | Wohnhaus                                                                                 | Oberbarmen-Schwarzbach Sternstraße 71                     | | um 1900                                         | 31. März 1992      | 2133            |
| weitere Bilder          | Wohnhaus                                                                                 | Oberbarmen-Schwarzbach Sternstraße 72                     | | 1898                                            | 23. März 1990      | 1723            |
| weitere Bilder          | Kirche (Evangelische Immanuelskirche)                                                    | Oberbarmen-Schwarzbach Sternstraße 73                     | | 1867–69                                         | 18. Juni 1990      | 1777            |
| weitere Bilder          | Schulgebäude (Städtisches Gymnasium)                                                     | Oberbarmen-Schwarzbach Sternstraße 75                     | | 1860/61, Erweiterungsbaumaßnahmen 1895 und 1903 | 2. August 1994     | 3487            |
| weitere Bilder          | Wohnhaus                                                                                 | Oberbarmen-Schwarzbach Sternstraße 76                     | | 1897                                            | 23. Dezember 1992  | 2640            |
| weitere Bilder          | Wohnhaus                                                                                 | Oberbarmen-Schwarzbach Sternstraße 78                     | | 1897                                            | 22. Dezember 1992  | 2639            |
| weitere Bilder          | Fabrikgebäude                                                                            | Oberbarmen-Schwarzbach Tellweg 8                          | | 1912                                            | 9. Juli 2007       | 4226            |
| weitere Bilder          | Remise                                                                                   | Oberbarmen-Schwarzbach Von-Eynern-Straße 1                | |                                                 | 21. September 1993 | 3109            |
| weitere Bilder          | Wohnhaus                                                                                 | Oberbarmen-Schwarzbach Von-Eynern-Straße 3                | | 1898                                            | 8. April 1994      | 3356            |
| weitere Bilder          | Pastorat (ehemaliges Pastorat der evangelischen Gemeinde Barmen)                         | Oberbarmen-Schwarzbach Von-Eynern-Straße 4                | eine bauliche Einheit und eine D-Nummer mit Normannenstraße 22                                                                                            | 1864/65                                         | 28. Juni 1996      | 3952            |
| weitere Bilder          | Wohnhaus                                                                                 | Oberbarmen-Schwarzbach Von-Eynern-Straße 5                | |                                                 | 8. April 1994      | 3357            |
| weitere Bilder          | Wohnhaus                                                                                 | Oberbarmen-Schwarzbach Von-Eynern-Straße 7                | | 1903                                            | 8. April 1994      | 3358            |
| weitere Bilder          | Wohnhaus                                                                                 | Oberbarmen-Schwarzbach Von-Eynern-Straße 11               | eine D-Nummer mit Von-Eynern-Straße 13 | 1860                                            | 5. April 1994      | 3348            |
| weitere Bilder          | Wohnhaus                                                                                 | Oberbarmen-Schwarzbach Von-Eynern-Straße 13               | eine D-Nummer mit Von-Eynern-Straße 11 | 1860                                            | 5. April 1994      | 3348            |
| weitere Bilder          | Brücke (Viadukt Wichlinghauser Straße. Rheinische Bahnstrecke)                           | Oberbarmen-Schwarzbach Wichlinghauser Straße              | Bestandteil der Rheinischen Bahnstrecke |                                                 | 29. Juli 1991      | 1910            |
| weitere Bilder          | Wohn- und Geschäftshaus                                                                  | Oberbarmen-Schwarzbach Wichlinghauser Straße 20           | | 1850–62                                         | 16. März 1995      | 3649            |
| weitere Bilder          | Wohn- und Geschäftshaus                                                                  | Oberbarmen-Schwarzbach Wichlinghauser Straße 22           | | 1862–66                                         | 18. Juni 1993      | 2989            |
| weitere Bilder          | Wohn- und Geschäftshaus                                                                  | Oberbarmen-Schwarzbach Wichlinghauser Straße 24           | |                                                 | 29. Juni 1990      | 1784            |
| Wohnhaus                | Wohnhaus                                                                                 | Oberbarmen-Schwarzbach Wichlinghauser Straße 26           | |                                                 | 29. Juni 1990      | 1783            |
| weitere Bilder          | Wohn- und Geschäftshaus                                                                  | Oberbarmen-Schwarzbach Wichlinghauser Straße 28           | | 1893                                            | 29. November 1994  | 3618            |
| weitere Bilder          | Schulgebäude (Städtische Grundschule)                                                    | Oberbarmen-Schwarzbach Wichlinghauser Straße 29           | |                                                 | 30. Juni 2004      | 4207            |
| Wohn- und Geschäftshaus | Wohn- und Geschäftshaus                                                                  | Oberbarmen-Schwarzbach Wichlinghauser Straße 30           | | um 1900                                         | 3. September 1990  | 1812            |
| weitere Bilder          | Brunnen (Bleicherbrunnen)                                                                | Oberbarmen-Schwarzbach Wupperfelder Markt                 | | 1884                                            | 7. April 2016      | 4243            |
| weitere Bilder          | Wohnhaus mit Gaststätte                                                                  | Oberbarmen-Schwarzbach Wupperfelder Straße 10             | eine bauliche Einheit und eine D-Nummer mit Sternstraße 52                                                                                                |                                                 | 15. Januar 1993    | 2667            |
| weitere Bilder          | Wohnhaus                                                                                 | Oberbarmen-Schwarzbach Wupperfelder Straße 13             | Eine D-Nummer mit Wupperfelder Straße 15 | 1875/76                                         | 2. Mai 1995        | 3683            |
| weitere Bilder          | Wohnhaus                                                                                 | Oberbarmen-Schwarzbach Wupperfelder Straße 15             | Eine D-Nummer mit Wupperfelder Straße 13 | 1875/76                                         | 2. Mai 1995        | 3683            |

### Baudenkmäler in Bearbeitung
Folgende Objekte werden noch geprüft oder deren Status ist in der Denkmalliste nicht klar ersichtlich.
| Bild           | Bezeichnung | Lage                                                                 | Beschreibung          | Bauzeit | Eingetragen seit | Denkmal- nummer |
| -------------- | ----------- | -------------------------------------------------------------------- | --------------------- | ------- | ---------------- | --------------- |
| weitere Bilder | Wohnhaus    | Oberbarmen-Schwarzbach Krühbusch 9                                   | Status wird überprüft |         |                  | 0               |
| weitere Bilder | Wohnhaus    | Oberbarmen-Schwarzbach Krühbusch 9 b (Krühbusch 9 a existiert nicht) | Status wird überprüft |         |                  | 0               |

### Ausgetragene Baudenkmäler
| Bild                            | Bezeichnung                     | Lage                                     | Beschreibung | Bauzeit | Eingetragen seit | Denkmal- nummer |
| ------------------------------- | ------------------------------- | ---------------------------------------- | --- | ------- | ---------------- | --------------- |
| Brücke (Rheinische Bahnstrecke) | Brücke (Rheinische Bahnstrecke) | Oberbarmen-Schwarzbach Max-Planck-Straße | Bestandteil der Rheinischen Bahnstrecke Bauwerk war in Prüfung, wurde im September 2016 aber abgerissen und durch einen Neubau ersetzt. | 1879    |                  | 0               |